# Het is over (Conny Stuart)
Het is over is een single van Conny Stuart. Het lied is geschreven door Annie M.G. Schmidt (tekst) en Harry Bannink (muziek). Stuart zong het in de musical Heerlijk duurt het langst. Op de single liet ze zich begeleiden door een orkest onder leiding van Bert Paige. Stuart zong over een vrouw die haar huwelijk, de man gespeeld door André van den Heuvel, langzaam in rook ziet opgaan. Een van de strofes eindigt met "Ze mag hem hebben", hetgeen gezien werd als emancipatoir, de vrouw is hier niet (meer) geheel afhankelijk van de man; een scheiding wordt niet meer als zonde gezien. Stuart was overigens toen al twee keer getrouwd en gescheiden. Bannink was niet geheel zeker over het eindresultaat van drie maanden ploeteren (Op een mooie Pinksterdag zou hij op één dag hebben geschreven); hij maakte zijn vrouw midden in de nacht wakker om raad te vragen.
Stuart zou het lied meer dan 500 keer zingen. Het is over leverde een dubbel gevoel bij Stuart op, toen ze het in 1967 voor de laatste keer in de musical zong. Een daadwerkelijke verkoophit werd het niet.
In 1980 zong Stuart het lied tijdens een zaaloptreden, waarbij ze werd ondersteund door het Metropole Orkest. Van dat zaaloptreden werd een registratie voor televisie gemaakt onder de titel "Annie-Schmidt-Conny-Stuart-Harry-Bannink-liedjes".
Ook Jasperina de Jong, Jenny Arean, Simone Kleinsma, Liesbeth List, Brigitte Kaandorp en Alex Klaasen hebben het gezongen.